# Wendel Gomes
Wendel Gomes (n. 25 mai 1984, São Paulo, Brazilia) este un fotbalist brazilian care evoluează la echipa Mirassol pe postul de mijlocaș defensiv.

## Carieră
A debutat pentru Universitatea Craiova în Liga I pe 7 martie 2011 într-un meci terminat la egalitate împotriva echipei Victoria Brănești.

## Titluri
| Sezon | Club        | Titlu   |
| ----- | ----------- | ------- |
| 2005  | Corinthians | Série A |